# Pantheon (religie)
Pantheon, uit het Grieks: παν, pan = alles, θεος, theos = god, is het geheel van godheden in een religie of mythologie. Pantheon wordt in het bijzonder gebruikt wanneer, zoals in de Griekse mythologie, de godenwereld een duidelijke structuur krijgt met een bepaalde hiërarchie, omschreven familieverhoudingen en afgebakende taken. Vooral Homerus valt de eer ten deel over de hiërarchie van de Griekse goden te hebben geschreven. Het kreeg in het oude Griekenland en in het Romeinse Rijk ook de betekenis van de tempel, waarin de goden werden aanbeden.
Pantheon kan ook betrekking hebben op alle goden van een andere dan de Griekse mythologie of van een bepaalde religie. De familiebanden en hiërarchie zijn daarin bij veel volken terug te voeren naar voorouderverering of aanbidding van patriarchen.